# Атриовентрикуларни блок III степена
Атриовентрикуларни блок трећег степена настаје када је сигнал између срчаних преткомора и комара потпуно блокиран што резултује изостајањем комуникације између њих. Ниједан од сигнала из преткомора не стиже до комора. Како nа ЕКГ-у не постоји веза између P таласа и QRS комплекса, то значи да P таласи и QRS комплекси нису у односу 1:1, јер се импулси не преносе у коморе, тако да P таласи имају један ритам, а QRS комплекси други, независан ритам.
Како је АВ блок трећег степена најтежи од сва три типа АВ блок таквим пацијентима потребан је хитан третман укључујући, али не ограничавајући се искључиво на пејсмејкер.

## Епидемиологија
Иако су АВ блокови прилично чести, АВ блок трећег степена је релативно редак.  Чини се да је инциденција у општој популацији ниска, отприлике 0,02% до 0,04%.
С обзиром на етиологију болести, инциденција међу наизглед здравим и претпостављено асимптоматским особама је ниска чак 0,001%. Слично томе, када се посматрају људи са већим оптерећењем болести, инциденца се повећава и показујући инциденцу од 1,1% код оних са шечерном болести 0,6% и код оних са хипертензијом.

## Етиологија
Како код атриовентрикуларни блок III степена постоји комплетни блок у АВ чвору, те се ни један надражај не преноси са преткомора на комору.  Преткоморе раде својим ритмом, а коморе независно од преткомора, својим ритмом под утицајем свог водича. Што је ниже локализован водич у коморама, то је нижа његова фреквенца, шири QRS комплекс и нестабилнији ритам. Ако је брзина коморских надражаја већа од преткоморских настаје АВ дисоцијација. 
Најчешће се јавља код коронарне болести срца, у акутном инфаркту срца, а може бити и урођен (што је реткост). 

## Патофизиологија
Под својом редовном функцијом, АВ чвор прима импулс од СА чвора. Тај импулс се одлаже у АВ чвору, обезбеђујући да је циклус контракције у атријуму завршен пре него што контракција почне у коморама. Из АВ чвора, електрични импулс пролази кроз Хис-Пуркињеов систем да би активирао вентрикуларну контракцију. Када постоји патолошко кашњење у АВ нодалној проводљивости, то се визуализује на електрокардиограму као промена у PR интервалу. Ова кашњења се јављају у облику АВ блокова, који су првог, другог и трећег степена.
Блок трећег степена је такође познат као потпуни срчани блок. Као што назив имплицира, никакви импулси из СА чвора не доводе се до комора, што доводи до потпуне атриовентрикуларне дисоцијације. СА чвор наставља своју активност у задатом ритму, али коморе се активирају кроз ритам евакуације који може бити посредован_
- АВ чвором (излаз из споја), једним од фасцикула (фасцикуларни бег)
- самим вентрикуларним миоцитима (вентрикуларни бег ритам).[7]

Откуцаји срца ће обично бити мањи од 45 до 50 откуцаја у минути, а већина пацијената ће бити хемодинамски нестабилна. Овај ритам не реагује на атропин и телсено вежбање.

## Клиничка слика
Симптоми: зависе од фреквенце коморе. Ако је она испод 40/мин настаје умор, несвестица и губитак свести. Уз то се јављају и симптоми основне болести нпр. болови у грудима, отежано дисање, едем плућа итд. 

## Дијагноза
Дијагноза се углавном заснива на анализи ЕКГ-а у 12 одвода. Пацијент са АВ блоком трећег степена ће вероватно имати P таласе који не одговарају QRS  комплексима заједно са брадикардијом.

## Терапија
Асимптоматски конгенитални АВ блок III степена не захтева терапију, али захтева контрола тока. 
Симптоматски конгенитални АВ блок III степена лечи се имплантацијом пејсмејкера.
Симптоматски стечени АВ блок III степена захтева имплантација пејсмејкера у циљу превенцију напада Адамс-Стоксовог синдрома.

## Прогноза
Прогноза пацијената са потпуним срчаним блоком је генерално лоша ако је без терапије.